# Кумполє
Кумполє (словен. Kumpolje) — поселення в общині Літія, Осреднєсловенський регіон, Словенія. Висота над рівнем моря: 385 м.